# Antique Cake Store
Antique Cake Store è un dorama stagionale autunnale in 11 puntate di Fuji TV mandato in onda nel 2001. Basato sulla serie manga shonen-ai Antique Bakery, vede recitare in qualità di attori protagonisti Hideaki Takizawa, Koyuki Katō e Hiroshi Abe (attore).
La storia segue le vicende di quattro uomini che si trovano a lavorare assieme all'interno di un negozio di dolciumi: Keiichiro è il giovane proprietario; Yosuke è un pasticciere siperbo con un'aura misteriosa ed affascinante; Chikage è il cameriere nonché guardia del corpo di Keiichiro; infine Eiji è un ex-pugile con la passione dei dolci che finisce per diventare cameriere del negozio ed allievo di Yosuke.
Si tratta di una commedia che cerca di sviscerare quattro personalità molto particolari ed originali, che lavorano fino a tarda notte dando sempre il meglio di sé: la serie segue le storie amorose e romantiche, la vita familiare e soprattutto i rapporti intercorrenti tra questi quattro uomini provenienti esperienze molto diversificate e di differenti generazioni.
Il negozio-panificio in stile tradizionale si trova ubicato nel centro d'una zona residenziale ordinaria, è aperto fino alla sera tarda e i dolci che vi vengono venduti risultano essere per tutti incredibilmente deliziosi; ma, la cosa certamente più interessante di tutte, è che i 4 sono davvero tutti affascinanti, ognuno nel suo modo specifico, con un passato alle spalle interessante che incuriosisce.
A contorno di ciò, anche i clienti si troveranno ad aver una loro storia da raccontare.

## Personaggi
- Kippei Shiina - Keichiro Tachibana
- Naohito Fujiki - Yusuke Ono
- Hiroshi Abe (attore) - Chikage Kobayakawa
- Hideaki Takizawa - Eiji Kanda
- Koyuki Katō - Momoko Izuka
- Kazuki Enari - Shota Yoshinaga
- Taeko Nishino - Akane Uchino
- Kazunaga Tsuji - Katsuo Munakata
- Kaori Manabe - Tamami Shimazaki
- Teizo Muta - Genichi Kanda
- Kaoru Yachigusa - Fukiko Shirai
- Etsuko Ikuta - Hiroko Tachibana
- Midori Kimura - Eiko Shirai
- Susumu Kobayashi - Atsushi Noma
- Isao Nonaka - Saeki Kisha
- Tadahiro Aoki - Tadahiro Muto
- Manami Konishi - Itsuko Nakano
- Keiji Nagatsuka - Toru Onizuka
- Eri Imai - Namiko (Toru's girlfriend)
- Noriko Nakagoshi - Junko Makino
- Makiko Shiraki - Yukiko Obayashi
- Yūko Ōshima - Kayoko Obayashi
- Risa Sudo - Midori Toyama
- Mia Murano - Hideko Takeuchi
- Takeshi Masu - Keisuke Ono
- Naomi Hosokawa - Reiko Ono
- Sawa Suzuki - Mieko Morooka
- Mayuko Nishiyama
- Mami Uematsu
- Eri Imai (ep2)

## Episodi
| Nº | Giapponese 「Kanji」 - Rōmaji                 | In onda          | In onda |
| Nº | Giapponese 「Kanji」 - Rōmaji                 | Giapponese       |         |
| 1  | 「天使の羽」 - Tenshi no hane                 | 8 ottobre 2001   |         |
| 2  | 「愛の井戸」 - Ai no ido                      | 15 ottobre 2001  |         |
| 3  | 「シトラスの誕生日」 - Shitorasu no tanjōbi   | 22 ottobre 2001  |         |
| 4  | 「小さな星」 - Chīsana hoshi                  | 29 ottobre 2001  |         |
| 5  | 「過去からの贈り物」 - Kako kara no okurimono | 5 novembre 2001  |         |
| 6  | 「見知らぬ記憶」 - Mishiranu kioku            | 12 novembre 2001 |         |
| 7  | 「捨てられた思い出」 - Suterareta omoide      | 19 novembre 2001 |         |
| 8  | 「告白」 - Kokuhaku                           | 26 novembre 2001 |         |
| 9  | 「禁じられた歓び」 - Kinji rareta yorokobi    | 3 dicembre 2001  |         |
| 10 | 「破滅への遺伝子」 - Hametsu e no idenshi     | 10 dicembre 2001 |         |
| 11 | 「終わりなき旅」 - Owarinakitabi              | 17 dicembre 2001 |         |